# Gobiodon fuscoruber
Gobiodon fuscoruber là một loài cá biển thuộc chi Gobiodon trong họ Cá bống trắng. Loài này được mô tả lần đầu tiên vào năm 2013.

## Từ nguyên
Tính từ định danh fuscoruber được ghép bởi hai âm tiết trong tiếng Latinh: fuscus (“nâu”) và rubrum (“đỏ”), hàm ý đề cập đến màu màu nâu đỏ điển hình của loài cá này trong toàn bộ khu vực phân bố của chúng.

## Phân bố và môi trường sống
G. fuscoruber hiện chỉ được biết đến tại 4 vị trí, là Bắc Biển Đỏ, Maldives, Nhật Bản và rạn san hô Great Barrier. Có lẽ, loài này có phân bố rộng rãi hơn trên vùng Ấn Độ Dương - Thái Bình Dương.
G. fuscoruber sống cộng sinh với các san hô Acropora, nhưng ưa thích hơn hẳn là Acropora selago, đôi khi thấy trên Acropora acuminata và Acropora hyacinthus.

## Phân loại
G. fuscoruber là loài chị em gần nhất với Gobiodon ater.

## Mô tả
Chiều dài cơ thể lớn nhất được ghi nhận ở G. fuscoruber là 3,7 cm. Loài này có màu nâu đỏ sẫm, ánh xanh lục dưới da ở phần thân trên. Các vây lưng, vây hậu môn và vây đuôi không có vệt đốm (Tây Thái Bình Dương) hoặc có viền nhạt (Biển Đỏ và Ấn Độ Dương). Mống mắt có màu xanh lam nhạt (Biển Đỏ) hoặc rải rác các chấm đỏ nâu ở rìa ngoài. Quần thể Maldives có nhiều chấm đỏ ở thân trên.
Số gai vây lưng: 7; Số tia vây lưng: 10; Số gai vây hậu môn: 1; Số tia vây hậu môn: 8; Số gai vây bụng: 1; Số tia vây bụng: 5; Số tia vây ngực: 19–20.

### Trích dẫn
- Herler, Juergen; Bogorodsky, Sergey V.; Suzuki, Toshiyuki (2013). "Four new species of coral gobies (Teleostei: Gobiidae: Gobiodon), with comments on their relationships within the genus". Zootaxa. Quyển 3709 số 4. tr. 301–329. doi:10.11646/zootaxa.3709.4.1. ISSN 1175-5326. PMC 3914756. PMID 24511221.